# Katarzyna Bogucka-Krenz
Katarzyna Krenz (ur. 1953 w Gdańsku) – polska poetka, powieściopisarka i tłumaczka.
Córka Dariusza Boguckiego, żeglarza i pisarza oraz Ireny Kuran-Boguckiej. Siostra pisarki i dziennikarki Ewy Marii Slaskiej. Żona architekta Jacka Krenza.

## Publikacje
- Marcus de la Poer Beresford, Katarzyna Krenz. From Napoleon to the Nazis: The Mysterious Story of Marshal Beresford’s Silver / Od Napoleona do nazistów: Tajemnicza historia sreber marszałka Beresforda. Dungarvan, Co. Waterford 2023, ISBN 978-1-7391497-1-0
- Oko abstrakcji. Świat w obrazach Profesora Tadeusza Kielanowskiego / The Eye of Abstraction. World in the Paintings of Professor Tadeusz Kielanowski. Wydawnictwo Domena, Warszawa 2020,  ISBN 978-83-938166-8-2
- Poezine 01-06 Quincunx i kostka domino, tom poezji, artbook, Wydawnictwo Ogarnij Miasto Sp. z o.o. Gdańsk 2018, ISBN 978-83-946395-5-6
- Księżyc myśliwych, razem z Julitą Bielak (powieść), Wydawnictwo ZNAK, Kraków 2015, ISBN 978-83-2404046-9
- Królowa pszczół (powieść), Wydawnictwo Literackie, Kraków 2011, ISBN 978-83-08-04700-2
- Lekcja tańca (powieść), Wydawnictwo Literackie, Kraków 2009, ISBN 978-83-08-04338-7
- Kropla ochry, dwie krople pamięci
- W ogrodzie Mirandy (powieść), Wydawnictwo Literackie, Kraków luty 2008, ISBN 978-83-08-04161-1
- Watermarks. poetry & watercolours, Kasia Krenz & Jacek Krenz, ISBN 972-8790-50-3
  - Museu de Lanifícios. Covilha, Portugalia 2006
  - Old Market House Arts Centre. Dungarvan, Ireandia 2006
- Szukam cię, morze, Gdańsk/Łeba 2005 tomik poezji i wernisaż wystawy, ISBN 83-922169-2-X
- Katarzyna Krenz, Czesław Tumielewicz, Wieczór nad morzem / Seaside Evening, Gdańsk-Łeba 2005, tomik poezji i wernisaż wystawy, ISBN 83-922169-1-1
- Kartki z podróży do Łeby (wspólnie z Ewą Marią Slaska) Gdańsk 2001, ISBN 83-88487-87-6
- Z nieznajomą w podróży - tomik poezji wydany przez Tower Press, Gdańsk 2000, ISBN 83-87342-22-X
- La Tour, wiersze Degnodiverso, Turyn, Włochy 1999

## Twórczość w innych wydawnictwach
- Katarzyna Krenz: błękit milori, Rocznica, w Między słowem a światłem. Poezja i malarstwo twórców z Wybrzeża. Nadbałtyckie Centrum Kultury Gdańsk 2005
- Katarzyna Krenz, Łeba jesienią / Leba im Herbst, Błękit milori / Miloriblau w Księga Łeby/DAS LEBA BUCH. Gdańsk-Łeba 2006

## Nagrody literackie
- 2010 – I nagroda - XXII Ogólnopolskie Literackie Spotkania Pokoleń, Kruszwica
- 1998 – wyróżnienie w Konkursie Literackim im. S. Flukowskiego w Szczecinie za tom poezji Muzyka godzin i pożegnań.